# Terza Divisione Lombardia 1928-1929
La Terza Divisione 1928-1929 è stata l'unico livello a carattere regionale del XXIX campionato italiano di calcio. Il suo fine era quello di permettere a tutte quante le società affiliate alla FIGC e non ammesse a partecipare alle divisioni superiori, di poter competere per la promozione in Seconda Divisione 1929-1930.
A organizzare il campionato in Lombardia fu il Direttorio Regionale Lombardo fino alla designazione delle finaliste che avrebbero partecipato alle finali interregionali gestite dal Direttorio Divisioni Inferiori Nord. Con la definitiva chiusura della Quarta Divisione, la Lombardia strappò un settimo girone e salì da 35 a 43 squadre iscritte.

## Girone A

### Squadre partecipanti
| Squadra                 | Città          |
| ----------------------- | -------------- |
| G.S.F. Cesare Battisti  | Milano         |
| S.C. Farini             | Milano         |
| S.G.M. Forza e Coraggio | Milano         |
| G.S.F. Goffredo Mameli  | Milano         |
| S.P. Guglielmo Oberdan  | Milano         |
| S.C. Pro Broni          | Broni (PV)     |
| S.G. Stradellina        | Stradella (PV) |

### Classifica finale
|  | Pos. | Squadra           | Pt | G  | V | N | P | GF | GS | DR |
|  | ---- | ----------------- | -- | -- | - | - | - | -- | -- | -- |
|  | 1.   | Stradellina       | 21 | 12 | . | . | . | .. | .. |    |
|  | 2.   | Pro Broni         | 19 | 12 | . | . | . | .. | .. |    |
|  | 3.   | Cesare Battisti   | 15 | 12 | . | . | . | .. | .. |    |
|  | 4.   | Farini            | 12 | 12 | . | . | . | .. | .. |    |
|  | 5.   | Forza e Coraggio  | 7  | 12 | . | . | . | .. | .. |    |
|  | 5.   | Guglielmo Oberdan | 7  | 12 | . | . | . | .. | .. |    |
|  | 7.   | Goffredo Mameli   | 0  | 12 | . | . | . | .. | .. |    |

Legenda:
      Ammesso alle finali del D.D.I.N.
 Non iscritto la stagione successiva.
Note:

Due punti a vittoria, uno a pareggio, zero a sconfitta.
In caso di pari punti per le squadre fuori dalla zona promozione e retrocessione era in vigore il pari merito.

## Girone B

### Squadre partecipanti
| Squadra                        | Città                 |
| ------------------------------ | --------------------- |
| G.S. Bernocchi                 | Legnano (MI)          |
| U.S. Bollatese                 | Bollate (MI)          |
| Gr.Pol. Fascista Busto Garolfo | Busto Garolfo (MI)    |
| U.S. Cardanese                 | Cardano al Campo (VA) |
| G.S. Carlo Tresoldi            | Cassano d'Adda (MI)   |
| U.S. Castronno                 | Castronno (VA)        |
| Dop. Ferrovie Nord             | Milano                |
| U.S. Rhodense                  | Rho (MI)              |

### Classifica finale
|  | Pos. | Squadra        | Pt | G  | V | N | P | GF | GS | DR |
|  | ---- | -------------- | -- | -- | - | - | - | -- | -- | -- |
|  | 1.   | Rhodense       | 21 | 14 | . | . | . | .. | .. |    |
|  | 2.   | Bollatese      | 20 | 14 | . | . | . | .. | .. |    |
|  | 3.   | Busto Garolfo  | 17 | 14 | . | . | . | .. | .. |    |
|  | 4.   | Bernocchi      | 15 | 14 | . | . | . | .. | .. |    |
|  | 5.   | Castronno      | 14 | 14 | . | . | . | .. | .. |    |
|  | 6.   | Ferrovie Nord  | 12 | 14 | . | . | . | .. | .. |    |
|  | 7.   | Carlo Tresoldi | 6  | 14 | . | . | . | .. | .. |    |
|  | 8.   | Cardanese      | 5  | 14 | . | . | . | .. | .. |    |

Legenda:
      Ammesso alle finali del D.D.I.N.
 Non iscritto la stagione successiva.
Note:

Due punti a vittoria, uno a pareggio, zero a sconfitta.
In caso di pari punti per le squadre fuori dalla zona promozione e retrocessione era in vigore il pari merito.

## Girone C

### Squadre partecipanti
| Squadra                                   | Città                   |
| ----------------------------------------- | ----------------------- |
| G.S. Acciaierie e Ferriere Lombarde Falck | Sesto San Giovanni (MI) |
| G.S. Breda                                | Sesto San Giovanni (MI) |
| G.S. Cederna                              | Monza (MI)              |
| U.S. Chiavennese                          | Chiavenna (SO)          |
| G.S. Edmondo De Amicis                    | Milano-Turro            |
| G.S. Marelli                              | Sesto San Giovanni (MI) |
| U.S. Vimercatese                          | Vimercate (MI)          |

### Classifica finale
|  | Pos. | Squadra           | Pt | G  | V | N | P | GF | GS | DR |
|  | ---- | ----------------- | -- | -- | - | - | - | -- | -- | -- |
|  | 1.   | Marelli           | 23 | 12 | . | . | . | .. | .. |    |
|  | 2.   | Vimercatese       | 17 | 12 | . | . | . | .. | .. |    |
|  | 3.   | Acciaierie Falck  | 15 | 12 | . | . | . | .. | .. |    |
|  | 4.   | Edmondo De Amicis | 12 | 12 | . | . | . | .. | .. |    |
|  | 5.   | Breda             | 10 | 12 | . | . | . | .. | .. |    |
|  | 6.   | Chiavennese       | 4  | 12 | . | . | . | .. | .. |    |
|  | 7.   | Cederna           | 2  | 12 | . | . | . | .. | .. |    |

Legenda:
      Ammesso alle finali del D.D.I.N.
 Non iscritto la stagione successiva.
Note:

Due punti a vittoria, uno a pareggio, zero a sconfitta.
In caso di pari punti per le squadre fuori dalla zona promozione e retrocessione era in vigore il pari merito.

## Girone D

### Squadre partecipanti
| Squadra                    | Città                     |
| -------------------------- | ------------------------- |
| U.S. Argentia              | Gorgonzola (MI)           |
| Campo Sportivo Provinciale | Mombello di Limbiate (MI) |
| C.S. Cantù                 | Cantù (CO)                |
| G.S. Luciano Manara        | Barzanò (CO)              |
| U.S. Melzese               | Melzo (MI)                |
| Dop. Snia Viscosa          | Cesano Maderno (MI)       |
| Rovellasca F.C.            | Rovellasca (CO)           |

### Classifica finale
|  | Pos. | Squadra              | Pt | G  | V | N | P | GF | GS | DR |
|  | ---- | -------------------- | -- | -- | - | - | - | -- | -- | -- |
|  | 1.   | Rovellasca           | 15 | 12 | . | . | . | .. | .. |    |
|  | 2.   | Cantù                | 14 | 12 | . | . | . | .. | .. |    |
|  | 2.   | Melzese              | 14 | 12 | . | . | . | .. | .. |    |
|  | 2.   | Snia Viscosa         | 14 | 12 | . | . | . | .. | .. |    |
|  | 5.   | Argentia             | 12 | 12 | . | . | . | .. | .. |    |
|  | 6.   | Campo Sportivo Prov. | 9  | 12 | . | . | . | .. | .. |    |
|  | 7.   | Luciano Manara       | 6  | 12 | . | . | . | .. | .. |    |

Legenda:
      Ammesso alle finali del D.D.I.N.
      Successivamente ammesso in Seconda Divisione 1929-1930.
 Non iscritto la stagione successiva.
Note:

Due punti a vittoria, uno a pareggio, zero a sconfitta.
In caso di pari punti per le squadre fuori dalla zona promozione e retrocessione era in vigore il pari merito.

## Girone E

### Squadre partecipanti
| Squadra                     | Città                 |
| --------------------------- | --------------------- |
| C.S. Falco                  | Albino (BG)           |
| G.C. G.R.F. "Mario Sorlini" | Brescia               |
| U.S. Orceana                | Orzinuovi (BS)        |
| U.S. Pontogliese            | Pontoglio (BS)        |
| S.S. Tritium                | Trezzo sull'Adda (MI) |
| Dop. Uniti e Forti          | Crespi d'Adda (BG)    |

### Classifica finale
|  | Pos. | Squadra       | Pt | G  | V | N | P | GF | GS | DR |
|  | ---- | ------------- | -- | -- | - | - | - | -- | -- | -- |
|  | 1.   | Falco Albino  | 17 | 10 | . | . | . | .. | .. |    |
|  | 2.   | Pontogliese   | 13 | 10 | . | . | . | .. | .. |    |
|  | 3.   | Mario Sorlini | 12 | 10 | . | . | . | .. | .. |    |
|  | 4.   | Orceana       | 10 | 10 | . | . | . | .. | .. |    |
|  | 5.   | Tritium       | 7  | 10 | . | . | . | .. | .. |    |
|  | 6.   | Uniti e Forti | 1  | 10 | 0 | 1 | 9 | .. | .. |    |

Legenda:
      Ammesso alle finali del D.D.I.N.
      Successivamente ammesso in Seconda Divisione 1929-1930.
 Non iscritto la stagione successiva.
Note:

Due punti a vittoria, uno a pareggio, zero a sconfitta.
In caso di pari punti per le squadre fuori dalla zona promozione e retrocessione era in vigore il pari merito.

## Girone F
Il Direttorio Regionale Lombardo ha sbagliato a compilare la classifica ufficiale. Le nuove disposizioni in fatto di rinunce entrate in vigore all'inizio di questa stagione stabiliscono che alla quarta rinuncia la società rinunciataria deve essere esclusa dal campionato con il susseguente annullamento di tutti i risultati conseguiti fino a quel momento. In questo girone la Pontevichese dette forfait definitivo alla sesta giornata del girone di andata (settima giornata rinviata e non recuperata) e, anziché annullare tutti i risultati dopo la quarta rinuncia, il D.R.L. andò avanti fino all'ultima giornata ad assegnare lo 0-2 a tavolino ed il punto di penalizzazione applicando la regola entrata in vigore all'inizio della stagione 1922-1923. La classifica esatta non avrebbe mandato alle finali la Insubria bensì la Piave, ma ormai l'Insubria era già alla fine delle finali e non era più possibile effettuare il cambio di squadra.

### Squadre partecipanti
| Squadra               | Città                      |
| --------------------- | -------------------------- |
| S.S. Casalbuttano     | Casalbuttano (CR)          |
| U.S. Casalpusterlengo | Casalpusterlengo (MI)      |
| S.C. Centro           | Milano                     |
| G.S. Insubria         | Milano                     |
| G.S. Isotta Fraschini | Milano                     |
| G.S.F. Piave          | Milano                     |
| U.S. Pontevichese     | Pontevico (BS)             |
| Sant'Angelo F.C.      | Sant'Angelo Lodigiano (MI) |

### Classifica finale
|  | Pos. | Squadra               | Pt | G  | V | N | P | GF | GS | DR |
|  | ---- | --------------------- | -- | -- | - | - | - | -- | -- | -- |
|  | 1.   | Insubria              | 23 | 14 | . | . | . | .. | .. |    |
|  | 2.   | Isotta Fraschini      | 21 | 14 | . | . | . | .. | .. |    |
|  | 2.   | Piave                 | 21 | 14 | . | . | . | .. | .. |    |
|  | 4.   | Sant'Angelo           | 16 | 14 | . | . | . | .. | .. |    |
|  | 5.   | Casalbuttano          | 14 | 14 | . | . | . | .. | .. |    |
|  | 6.   | Centro                | 8  | 14 | . | . | . | .. | .. |    |
|  | 7.   | Casalpusterlengo (-2) | 2  | 14 | . | . | . | .. | .. |    |
|  | 8.   | Pontevichese (-3)     | 1  | 14 | . | . | . | .. | .. |    |

Legenda:
      Ammesso alle finali del D.D.I.N.
 Non iscritto la stagione successiva.
Note:

Due punti a vittoria, uno a pareggio, zero a sconfitta.
In caso di pari punti per le squadre fuori dalla zona promozione e retrocessione era in vigore il pari merito.

## Girone G

### Squadre partecipanti
| Squadra                     | Città          |
| --------------------------- | -------------- |
| G.S.F. Bareggio             | Bareggio (MI)  |
| G.S. Bonservizi Tonoli      | Milano-Bovisa  |
| G.S. Brill                  | Milano         |
| Corbetta F.C.               | Corbetta (MI)  |
| S.G. La Costanza            | Mortara (PV)   |
| G.S. Dop. Aziende Pirelli   | Milano-Bicocca |
| G.S. Richard San Cristoforo | Milano         |

### Classifica finale
|  | Pos. | Squadra                | Pt | G  | V | N | P | GF | GS | DR |
|  | ---- | ---------------------- | -- | -- | - | - | - | -- | -- | -- |
|  | 1.   | Bonservizi Tonoli      | 20 | 12 | . | . | . | .. | .. |    |
|  | 2.   | Corbetta               | 19 | 12 | . | . | . | .. | .. |    |
|  | 3.   | Brill                  | 12 | 12 | . | . | . | .. | .. |    |
|  | 4.   | La Costanza            | 11 | 12 | . | . | . | .. | .. |    |
|  | 5.   | Richard San Cristoforo | 10 | 12 | . | . | . | .. | .. |    |
|  | 6.   | Bareggio               | 8  | 12 | . | . | . | .. | .. |    |
|  | 7.   | Pirelli                | 4  | 12 | . | . | . | .. | .. |    |

Legenda:
      Ammesso alle finali del D.D.I.N.
 Non iscritto la stagione successiva.
Note:

Due punti a vittoria, uno a pareggio, zero a sconfitta.
In caso di pari punti per le squadre fuori dalla zona promozione e retrocessione era in vigore il pari merito.